# Lovrencsics Gergő
Lovrencsics Gergő (Szolnok, 1988. szeptember 1. –) magyar válogatott labdarúgó, az NK Solin játékosa. Posztját tekintve jobbhátvéd, de a pálya szinte minden részén bevethető, univerzális játékos. Korábban gyakran játszatták jobbszélsőként, jobb oldali középpályásként vagy bal oldali szélsőként is.
Poznańba történő igazolásával a magyar futball egyik első lengyelországi képviselője lett, ahol lengyel bajnokságot és szuperkupát nyert. Annak ellenére, hogy az itt töltött négy évének második felét sérülések tarkították, mely erősen rányomta bélyegét későbbi teljesítményére, első két szezonjával ráirányította a lengyel játékosmegfigyelők figyelmét a magyar klubokra, megnyitva ezzel az Ekstraklasa kapuját a magyar labdarúgók előtt. Ennek is köszönhetően a 2014–15-ös, és a 2015–16-os szezonban már három magyar labdarúgó (Holman Dávid és Kádár Tamás) szerepelt a poznańi csapat keretében.
Válogatott pályafutása legnagyobb sikereként tagja volt a 2016-os Európa-bajnokságban nyolcaddöntőbe jutó és a 2021-es Európa-bajnokságra is kvalifikáló magyar válogatottnak.

## Gyermekkora
A labdarúgást karbantartóként dolgozó Édesapja még Szolnokon szerettette meg vele, majd a család Gödöllőre költözését követően az általa létrehozott gödöllői Góliát Diáksport Egyesületbe vitte fiát focizni. Középiskolai tanulmányait a ferencvárosi Szent István Közgazdasági Szakközépiskolában  végezte, ahol magas szintű labdarúgó képzés is folyt.
| „                           | Hosszú és kanyargós úton kerültem Budafokra. Szüleim nem kaptak munkát Szolnokon, s a család Gödöllőre költözött. Úgy nézett ki a napom, hogy hajnali fél hatkor elindultam Gödöllőről, és éjjel fél tizenegykor értem haza… | ” |
| – Lovrencsics a kezdetekről | |   |

A középiskola sportegyesülete, a Szent István SE együttműködési megállapodással rendelkezett a Budafokkal, amely akkor az NB II-ben szerepelt. Így a legtehetségesebb junior focistáknak lehetőségük nyílt az akkor másodosztályú csapattal edzeni. Ennek köszönhetően Lovrencsics 17 évesen már Budafokra járt focizni.

## Pályafutása

### Budafoki LC

#### 2006–07-es szezon
Profi pályafutását a Budafok csapatában kezdte. Bemutatkozó mérkőzése 2006. augusztus 19-én volt, a Baktalórántháza ellen. A szezonban huszonkét meccsen négy gólt ért el. Csapata a bajnokság végén kiesett a másodosztályból.

#### 2007–08-as szezon (ősz)
A kiesést követően a Budafok az NB III Duna csoportjában folytatta a bajnoki küzdelmeket, Lovrencsics követte a piros-feketéket a harmadosztályba. Itt 15 forduló alatt 10 gólt szerzett. A Pécs felfigyelt a játékosra, így tavasszal újra a másodosztályban szerepelt. A Budafok végül a bajnokságot a 12. helyen fejezte be.

### Pécsi MFC

#### 2007-08-as szezon (tavasz)
Új csapatában 2008. március 3-án debütált, első gólját pedig március 15-én, a Dunaújváros ellen szerezte. A bajnokság során még két gólt lőtt, egyet 2008. május 3-án éppen későbbi csapata, a Pápa ellen. Első pécsi (fél)szezonjában 13 mérkőzésen lépett pályára és három gólt szerzett, a mecseki együttes pedig végül a bajnokság 6. helyen végzett.

#### 2008–09-es szezon
Első teljes pécsi szezonjában 23 mérkőzésen kapott lehetőséget, legtöbbször kezdőként és 10 gólt szerzett, úgy, hogy a Kaposvölgye és a Százhalombatta ellen duplázni is tudott. A PMFC végül a harmadik helyen végzett a bajnokságban és a ligakupa elődöntőjében, nagy meglepetésre a Honvédot idegenben és otthon is 1–0 arányban legyőzve bejutott a döntőbe. A fináléban azonban a Fehérvár 3–1-re győzte le őket. Lovrencsics kezdőként szerepelt a mérkőzésen, és a nyolcvannyolcadik percben cserélték le.

#### 2009–10-es szezon
Az első fordulóban duplázni tudott a Barcs ellen. Ezzel a Pécs 2–0-ra győzött és otthon tartotta a három pontot. Ezt követően azonban öt góltalan mérkőzés következett, mely az Ajka ellen szakadt meg. Ezen a mérkőzésen ismét duplázott. Az utolsó forduló előtt 10 gól állt a neve mellett. A Kaposvölgye elleni szezonzáró mérkőzésen aztán a szélső megszerezte profi pályafutása első mesterhármasát. Ebben a szezonban 24 mérkőzést játszott, mindegyiken kezdőként számítottak rá és 13 gólt szerzett, mely azóta is gólrekord pályafutásában.
A Pécs végül a Siófok és a Gyirmót mögött ebben az évben is a harmadik helyet szerezte meg.

#### 2010–11-es szezon
Az előző két szezon és a 2010–11-es őszi szezon alapján Lovrencsics a másodosztályban szereplő pécsi csapat egyik legfontosabb láncszemének bizonyult. A vezetőség meg kívánta hosszabbítani nyáron lejáró szerződését, melyet a szélső nem fogadott el. A klub ezt követően száműzte a játékost az első csapatból, melyet a klubelnök, Matyi Dezső azzal indokolt, hogy mentalitása most nem lenne a csapat hasznára.
Ennek megfelelően a tavaszi szezon első öt mérkőzésére még a keretbe sem jelölte Kiss László, a csapat akkori vezetőedzője. Az első három tavaszi fordulóban a Pécs vezette a másodosztály küzdelmeit. A 19. és a 20. fordulóban azonban a két közvetlen üldöző, a Videoton II és a Gyirmót is legyőzte a Pécset, melynek köszönhetően a csapat a bajnokság 3. helyére szorult. A klub szorult helyzetére tekintettel Lovrencsics ismét a csapatba került és a hátralevő 10 fordulóból kilencen kezdőként jutott szóhoz. A bajnokság hajrájában 4 góllal és 7 gólpasszal vétette magát észre és vezérletével a Pécs 3 ponttal megelőzte a Gyirmót gárdáját, megnyerve ezzel a másodosztály küzdelmeit. Ebben az idényben 23 mérkőzésen 9 gól és 10 gólpassz került a neve mellé.

### Lombard Pápa

#### 2011–12-es szezon
A szélső 2011 februárjában aláírt a Lombard Pápa csapatához. A klub szerette volna, ha már a 2010–11-es bajnokság tavaszi idényében is náluk szerepelne, végül azonban csak nyártól csatlakozott az első osztályú klubhoz. Gergő már első élvonalbeli szezonjában a Pápa alapemberévé vált. A 27. fordulóban pedig szélesebb körben is megismerték a nevét. A kiesés ellen küzdő Veszprém megyei alakulat ekkor a Ferencvárossal találkozott az Üllői úton. A Pápa Lovrencsics két góljának köszönhetően, meglepetésre 2–0-ra legyőzte a zöld-fehéreket és nagy lépést tett a bennmaradás érdekében.
| „                                          | Nagy elismerés volt nekem, hogy engem figyeltek. Nem több játékosból választottak ki, hanem engem akartak. Sokszor megnéztek. Például a Fradi ellen, amikor az Üllői úton két gólt rúgtam. | ” |
| – Lovrencsics a Lech Poznań érdeklődéséről | |   |

A szezon mind a harminc mérkőzésén kezdőként lépett pályára és a Pápa 26 góljából hetet ő szerzett. Ezeknek a góloknak is köszönhetően a Lombard Pápa a szezon végén 30 ponttal a még éppen bennmaradó, 14. helyen végzett a bajnokságban, megelőzve a már kieső Vasast és a Zalaegerszeget. A Lech Poznań illetékesei többször is élőben figyelték, de a szezon legvégén nyújtott gyengébb teljesítménye után elbizonytalanodtak. Úgy tűnt kútba esik a játékos lengyelországi szerződtetése, de Lovrencsics annyira elszánt volt, hogy fizetése egy részéről is lemondott annak érdekében, hogy összejöjjön a klubváltása. Ez a hozzáállás megtetszett a Poznań elnökének, így végül 2012 nyarán pont került a transzferre.

### Lech Poznań

#### 2012–13-as szezon
2012. június 20-án hivatalosan megerősítették, hogy 100 000 euróért egy évre kölcsönvette a Lech Poznań csapata, és a kontraktusát opciós joggal egy évvel meghosszabbíthatják. 2012. július 5-én az Európa-liga selejtezőjében lépett először pályára új együttesében tétmérkőzésen, ahol előbb a 61. percben a jobb szélen tört előre, majd a középre adott labdáját Rafał Murawski pár méterről a Zsetiszu kapujába lőtte. Négy perccel később egy bal oldali beadásnál megelőzte védőjét, és a hálóba fejelte a labdát. 2012. augusztus 18-án az Ekstraklasában is debütált, egy góllal, valamint két gólpasszal főszerepet játszva abban, hogy a Lech Poznań legyőzhesse a Ruch Chorzów együttesét.
Az Európa-liga 2. selejtezőkörében a Xəzər Lənkəran elleni mindkét mérkőzésen csereként lépett pályára, csapata 2–1-es összesítéssel jutott tovább. A következő fordulóban kezdőként lépett pályára a svéd AIK Solna ellen, az odavágón a Lech 3–0-s vereséget szenvedett, és bár a visszavágón javított, az 1–0-s győzelem nem volt elég a továbbjutáshoz.
A korai kupabúcsú ellenére az ötödik fordulóig benn maradt a kezdőben, majd a Pogoń Szczecin elleni hazai bajnokin combizomhúzódást szenvedett. Ennek ellenére bekerült a lengyel labdarúgó-bajnokság 5. fordulójának válogatottjába. A 16. fordulóig összesen két bajnokiról hiányzott, a bajnokság ezen szakaszában a Lech a második helyen állt, csak a Legia Warszawa előzte meg. A 17. fordulóban a Polonia Warszawa elleni hazai bajnokin csak a kispadon kapott helyet és végül nem kapott játéklehetőséget, a csapat pedig vereséget szenvedett. Ezt követően azonban egészen a bajnokság végéig ismét a Lech alapembere lett a hátralevő 13 bajnokiból 10-et végigjátszva. Ebben az időszakban 6 gólt és 2 gólpasszt jegyeztek fel a neve mellé. Első lengyelországi évében végül 27 bajnokin hétszer volt eredményes és négy gólpasszt osztott ki, a Lech pedig végül második lett a bajnokságban.

#### 2013–14-es szezon

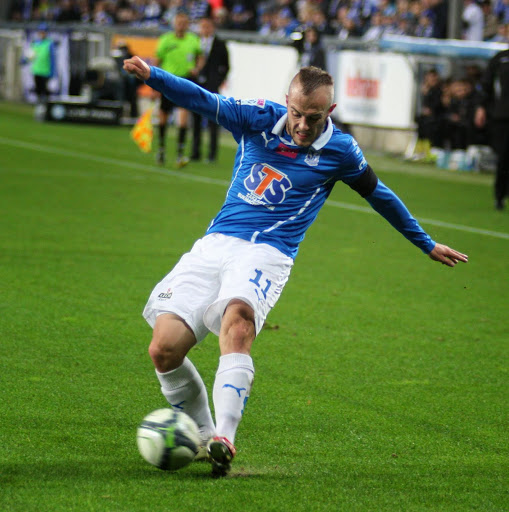
Lovrencsics beadás a Górnik elleni bajnokin, 2013. novemberében

Az Első szezonban mutatott teljesítményének köszönhetően a Lech élt opciós jogával és 100 000 euróért kivásárolta szerződéséből a szélsőt, aki 2016. június 30-áig szóló szerződést kötött a lengyel csapattal. Teljesítményével az akkori szövetségi kapitány, Egervári Sándor figyelmét is felkeltette.
| „                 | Egy ilyen kategóriájú futballistáért a százezer euró olyan, mintha ingyen lenne. Véleményünk szerint a poznaniaknak gondolkodás nélkül le kell szurkolniuk ezt az összeget, cserébe megtarthatnak egy szenzációs szélsőt. | ” |
| – Ekstraklasa.net | |   |

A bajnoki ezüstéremnek köszönhetően a Lech ebben a szezonban is az Európa-liga sorozatban kísérelte meg a főtáblára jutást. Az első akadályt a finn Honka ellen könnyedén vették és 5–2-es összesítéssel jutottak a harmadik fordulóba, ahol a litván Žalgiris csapatát kellett volna legyőzniük. Az idegenbeli 1–0-s vereség után a poznańi visszavágón azonban csak 2–1-es győzelmet tudott kicsikarni a Lech, mely a korai kupabúcsút jelentette. Lovrencsics mind a négy selejtező mérkőzésen szerepet kapott.
A bajnokságban a 17. fordulóban a Lech idegenben 6–1-re győzte le a Cracoviát. A győzelemből Lovrencsics egy góllal és két gólpasszal vette ki a részét. A poznańiakkal a bajnokság végén ismét ezüstérmes lett, ismét a Legia Warszawa mögött. Lovrencsics ebben a szezonban 37 mérkőzésen (a 2013–14-es szezontól kezdve a 30. fordulót követő 7 forduló az alsóházban a kiesésről, a felsőházban a bajnoki címről dönt) 9 gólt szerzett és 13 gólpasszt adott. A Piłka Nożna lengyel futballmagazin Dušan Kuciak és Préjuce Nakoulma mellett őt jelölte az év lengyelországi idegenlégiósa díjra. A díjat végül a Legia Warszawa szlovák hálóőre, Kuciak kapta.

#### 2014–15-ös szezon

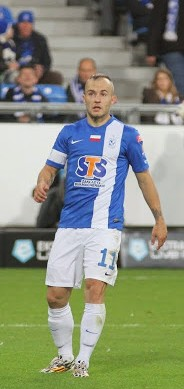
Lovrencsics 2014-ben, Lech szerelésben

Az előző szezonban elért ezüstérmet követően a kék-fehérek ismét az Európa-liga 2. fordulójában kapcsolódtak be a küzdelmekbe. Az első ellenfelüket az észt Nõmme JK Kaljut az idegenbeli 1–0-s vereséget követően Poznańban 3–0-ra verték. Lovrencsics mindkét mérkőzést végigjátszotta, a másodikon gólpasszt is adott. A búcsú azonban ismét a 3. fordulóban következett be, ugyanis az izlandi Stjarnan elleni idegenbeli 1–0-s vereség után otthon csak gól nélküli döntetlen született. A szélső mindkét mérkőzésen szóhoz jutott. Érdekesség, hogy ebben a szezonban már három magyar küzdött a Lech sikeréért, hiszen Lovrencsics és Holman Dávid után 2015 elején Kádár Tamás is csatlakozott a kék-fehérekhez.
Az elmúlt két év teljesítménye alapján ebben a bajnoki idényben is alapemberként számoltak Lovrencsiccsel, aki a bajnokság első 17 fordulójából mindössze a Legia Warszawa elleni derbit hagyta csak ki és legtöbbször kezdőként számoltak vele. A 9. fordulóban a Zawisza Bydgoszcz elleni hazai 6–2-es győzelemmel véget érő mérkőzésen megszerezte szezonbeli első bajnoki gólját és gólpasszt is adott. Ezt a teljesítményét a 11. fordulóban a Bełchatów ellen is megismételte, az eredmény 5–0 lett a Lech javára. Hozzáállására jellemző, hogy annak ellenére, hogy a 23. fordulóban a Jagiellonia Białystok elleni bajnokin egy Karol Mackiewiczcsel történt összefejelést követően csúnya sérülést szenvedett és a 20. percben le kellett hozni a pályáról, a következő fordulót már végigjátszotta csapatában.
Azonban a sérülések továbbra sem kerülték el. 2015. március 22-én a második helyén álló Lech a tabellát vezető és bajnoki címvédő Legiát fogadta Lovrencsiccsel a kezdőben. A derbit végül 2–1-re a poznańiak nyerték, mellyel három pontra faragták hátrányukat a varsóiakkal szemben. A válogatott szélső combizomhúzódást szenvedett és a 63. percben le kellett cserélni. A sérülése miatt ki kellett hagynia a Bełchatów elleni bajnokit és a görögök elleni hazai, 0–0-val végződött Eb-selejtező mérkőzést is. Combsérülését egy mérkőzés kihagyás követte, majd a visszatérését követően a Korona Kielce elleni bajnokit végigjátszva az ő góljával szerzett vezetést együttese a végül 1–1-re végződött mérkőzésen. A következő fordulóban a Górnik Łęczna ellen ismét 1–1-es döntetlent játszott a Lech, a gólpasszt Lovrencsics adta. A 28. fordulóig a Lech a bajnokság második helyén állt és bejutott a Lengyel Kupa döntőjébe is.

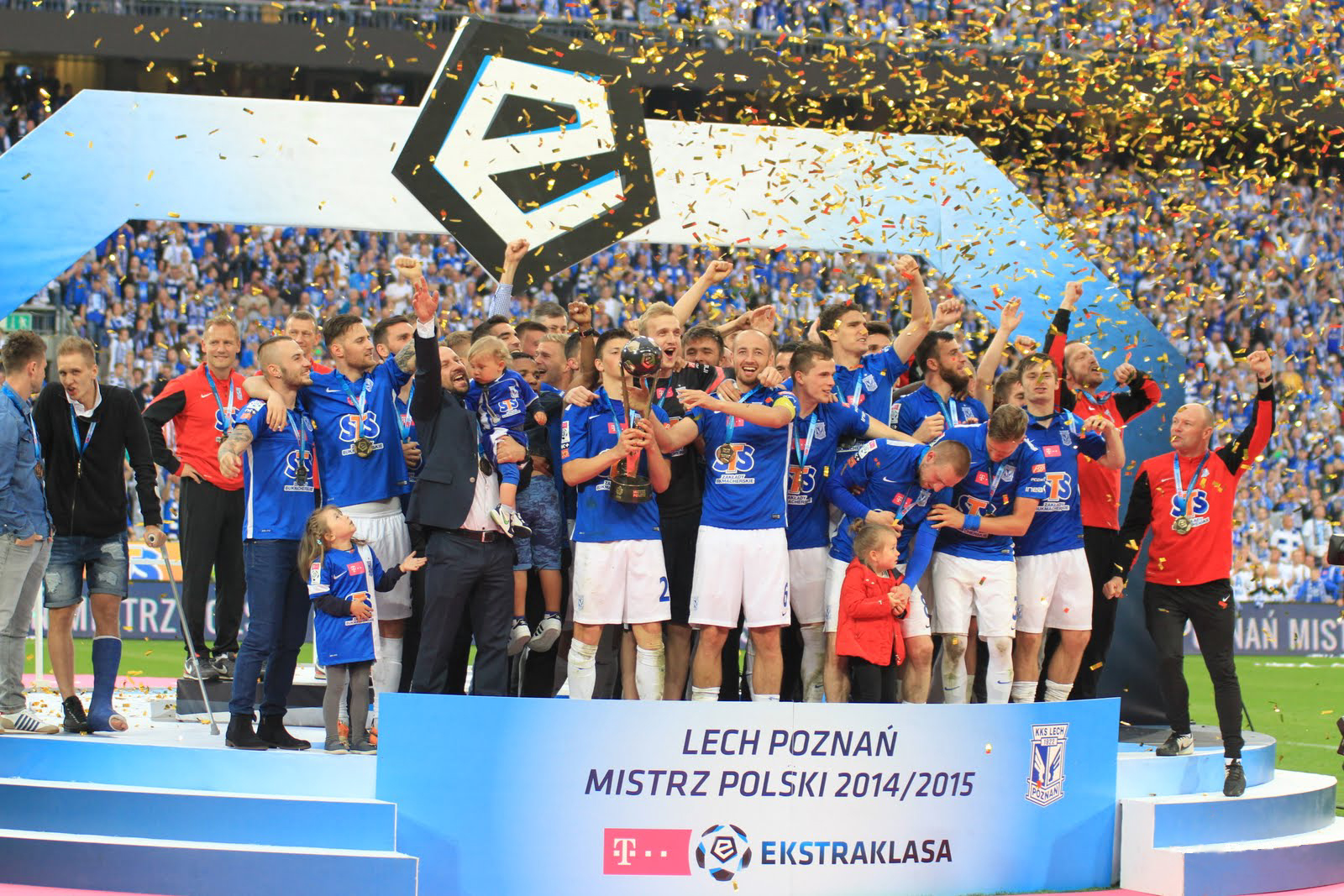
A bajnoki cím ünneplése – Lovrencsics balról a negyedik

A 29. fordulóban a Śląsk Wrocław elleni nagyon fontos hazai mérkőzésen, melyet végül 2–0-ra megnyert a Lech, a 72. percben sérülés miatt le kellett hozni a szélsőt. A mérkőzést követő orvosi vizsgálatok alapján azonban Lovrencsics jobb térdét meg kellett műteni, így nem csak a teljes bajnoki rájátszást, hanem a Legia elleni, végül a Lech vereségével végződött kupadöntőt is ki kellett hagynia.

| „                   | Ez lesz pályafutásom első operációja, remélhetőleg az utolsó is. Borzasztóan el vagyok keseredve. | ” |
| – Lovrencsics Gergő |                                                                                                   |   |

Sérülését követően az alapszakasz utolsó, valamint az azt követő rájátszás hét fordulóját nélküle küzdötte végig a gárda, melynek végén Maciej Skorza legénysége elhódította a Lech történetének 7. bajnoki címét. A műtétet követően Lovrencsicsre hosszú rehabilitáció várt.

#### 2015–16-os szezon

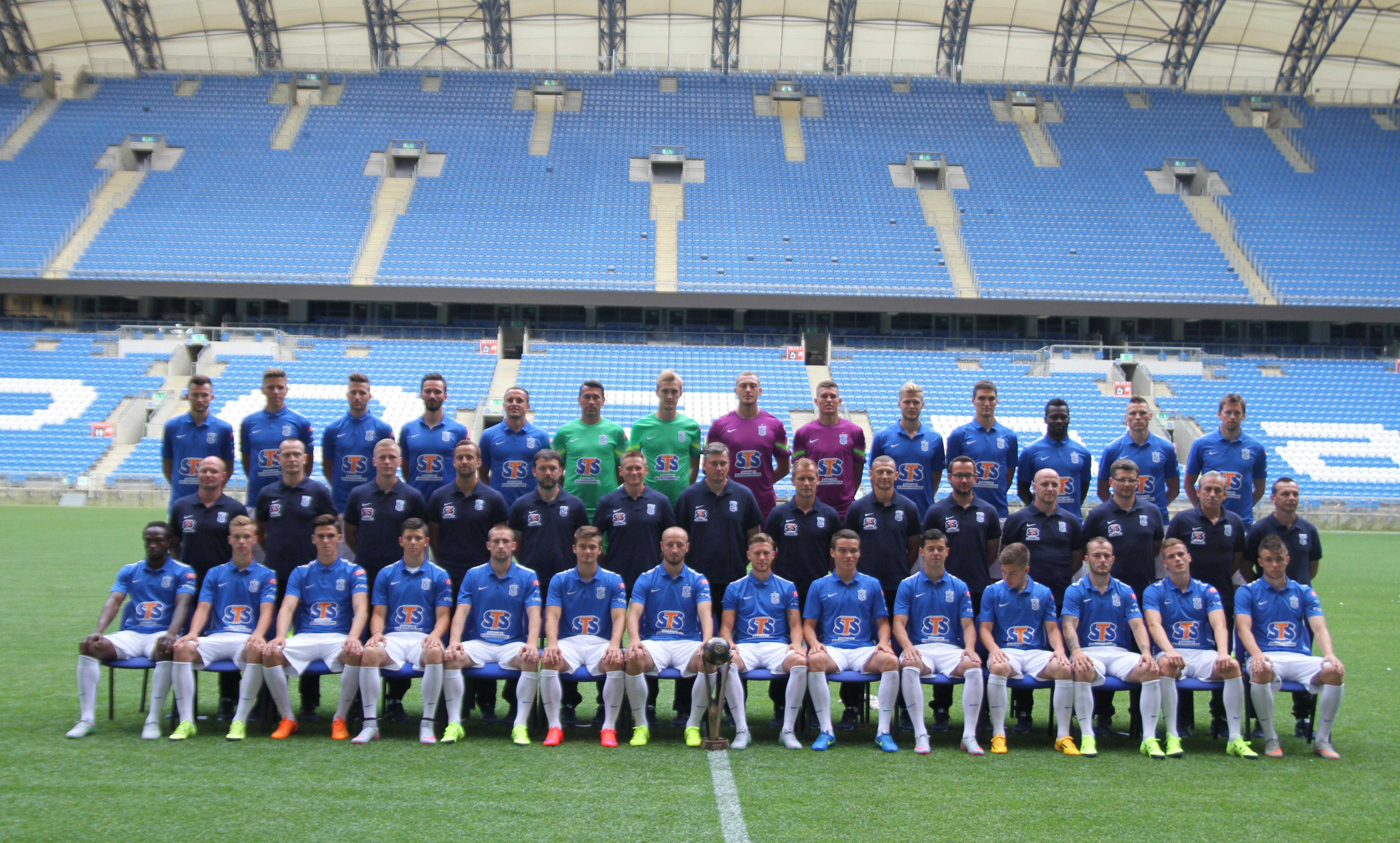
A 2015-16-os szezon csapatfotója – Lovrencsics az alsó sorban jobbról a harmadik, Kádár a felső sorban balról a harmadik

Sérülése miatt a magyar válogatott szélső jobb térdén artroszkópos műtétet hajtottak végre. A műtét, bár sikeres volt és Gergő megkezdhette a rehabilitációt, kérdésessé tette, hogy felépül-e a szezonkezdetre. Annak ellenére, hogy állapota gyorsan javult, Maciej Skorza vezetőedző úgy számolt, hogy játékosának a július közepén esedékes Bajnokok Ligája selejtező második körét és az új bajnokság első mérkőzéseit is ki kell majd hagynia. Pótlására azonban a klub nem igazolt új játékost, mert a Lech két fiatal labdarúgója, Dawid Kownacki és Dariusz Formella megfelelő helyettesnek bizonyultak. Gyors felépülésének köszönhetően végül csak az FK Sarajevo elleni idegenbeli Bajnokok Ligája selejtező mérkőzést kellett kihagynia. A július 22-i hazai visszavágón már 12 percnyi játéklehetőséget kapott, a Lech pedig 3–0-s összesítéssel jutott a selejtező 3. fordulójába, ahol a play-offba kerüléshez az FC Baselen keresztül vezetett az út.
| „                   | A lábam rendben van, immár normálisan tudok edzeni. Nagyon várom már, hogy meccset játszhassak, még ha a kezdő tizenegybe egyelőre nem is kerülök be. | ” |
| – Lovrencsics Gergő | |   |

Bár a bajnokság első fordulójában a Pogoń Szczecin elleni hazai mérkőzésen, amelyen a Lech 2–1-es vereséget szenvedett, még nem játszott, de jó jelnek tűnt, hogy már a kispadon kapott helyet. Július 25-én, a második fordulóban aztán ismét megkapta a lehetőséget, a 61. percben csereként állt be a Lechia Gdańsk elleni, 2–1-re megnyert hazai mérkőzésen. A harmadik fordulóban már kezdőként számítottak rá és a kilencedik fordulóig kezdőként vagy csereként, de folyamatosan szóhoz jutott.
A Bajnokok Ligája selejtezőjének 3. fordulójában az FC Basel 4–1-es összesítéssel lépett túl a lengyel bajnokon, mely a kiesést és az Európa-liga 4. selejtezőkörét jelentette Lovrencsicséknek, akit a svájciak elleni mindkét mérkőzés hajrájában cserélték be.
A 4. selejtezőkörben, mely az Európa-liga csoportkörbe jutásért döntött, a Lech a magyar bajnokság akkori címvédőjét, a Videotont kapta ellenfeléül. A 2015. augusztus 20-án lejátszott poznańi összecsapáson a Lech 3–0-s sikert aratott. Lovrencsics kezdőként lépett pályára és neve mellé egy gólpassz és két kihagyott helyzet került. A visszavágón Tomasz Kędziora 57. percben szerzett góljával 1–0 arányban idegenben is nyertek és 4–0-s összesítéssel jutottak a csoportkörbe. Ezen a mérkőzésen Lovrencsicset a mérkőzés hajrájában cserélték be és 15 percet játszott.
A sorsolással a Belenenses és a Fiorentina mellett a Lech ismét azt a Baselt kapta ellenfeléül a csoportkörben, mellyel pár héttel korábban már megmérkőzött és amely a BL főtáblára jutásért folytatott küzdelemben elvérzett a Makkabi Tel-Aviv ellen. A csoportban aztán érvényesült a papírforma, a lengyelek nem jutottak a 32 közé. Nagy siker volt azonban, hogy Firenzében le tudták győzni a Fiorentinát, melyhez Lovrencsics egy gólpasszal járult hozzá. Ez a győzelem is kellett ahhoz, hogy a Vasutasok végül az I csoport harmadik helyén végezzenek és jobb gólkülönbséggel megelőzzék a Belenensest. A szélső a csoportkör hat mérkőzéséből ötön játszott, melyből három meccsen kezdőként jutott szóhoz.
Az Európa-ligából történő kiesést követően a Lech a hazai bajnokságra koncentrált. A klubvezetés megelégelve a csapat gyenge teljesítményét, 2015. október 12-én a Cracovia otthonában elszenvedett 5–2-es vereséget követően menesztette az akkori vezetőedzőt, Maciej Skorżát és utódjául Jan Urbant nevezte ki. Az edzőváltást követően a csapat a 12. fordulótól kezdve 9 mérkőzéses veretlenségi szériát produkálva megkezdte a felzárkózást. Lovrencsics ebből a 9 meccsből 6 mérkőzésen kezdőként jutott szóhoz és két gólpasszt adott, a Lech pedig a 20. forduló után már az 5. helyen tanyázott és az alapszakaszt végül a 6., azaz a felsőházi rájátszást érő helyen fejezte be. A rájátszásban aztán a Lech ismét rossz sorozatot fogott ki és 7 meccséből végül csak egyet megnyerve maradt a csalódást jelentő 6. helyen. Gergő ebben a szezonban 23 mérkőzésen kapott szerepet és bár négy gólpassz került a neve mellé, gólt nem szerzett.
Az őszi szezon végén felröppentek hírek arról, hogy már a tavaszi szezont sem a kék-fehéreknél kezdi, de ezt a szélső valószínűtlennek tartotta. A felek abban állapodtak meg, hogy 2016 februárjában tárgyalóasztalhoz ülnek és egyeztetnek az esetleges folytatásról. Tavasszal aztán úgy nyilatkozott, hogy bár folytak egyeztetések a jövőjét illetően, konkrét szerződéshosszabbítási ajánlatot nem kapott a klubtól, így a nyáron minden bizonnyal elhagyja Lengyelországot, mivel a Poznańiakon kívül más lengyel csapatban nem kíván játszani. Így is történt, a szélső végül a nyáron 3 éves szerződést kötött a bajnoki címvédő Ferencvárossal.
Lengyelországi légióskodása alatt 112 mérkőzésen lépett pályára az Ekstraklasában, 19 gólt szerzett és 27 gólpasszt osztott ki, bajnoki címet és szuperkupát nyert, valamint kupadöntőt játszott.

### Ferencvárosi TC

#### 2016–17-es szezon
2016. július 5-én a Ferencváros szerződtette. A hivatalos bejelentést követően úgy nyilatkozott, hogy a váltás előrelépés karrierjében és a BL csoportkör lehetősége is motiválta döntése meghozatalakor.
| „             | Kitűnő játékos, aki négy évet lehúzott Lengyelországban, trófeákat nyert, játszott az Európa-bajnokságon is, a belgák ellen ő volt a csapat legjobbja. Pont egy ilyen nagyon gyors és dinamikus focistára volt szüksége az együttesnek | ” |
| – Thomas Doll | |   |

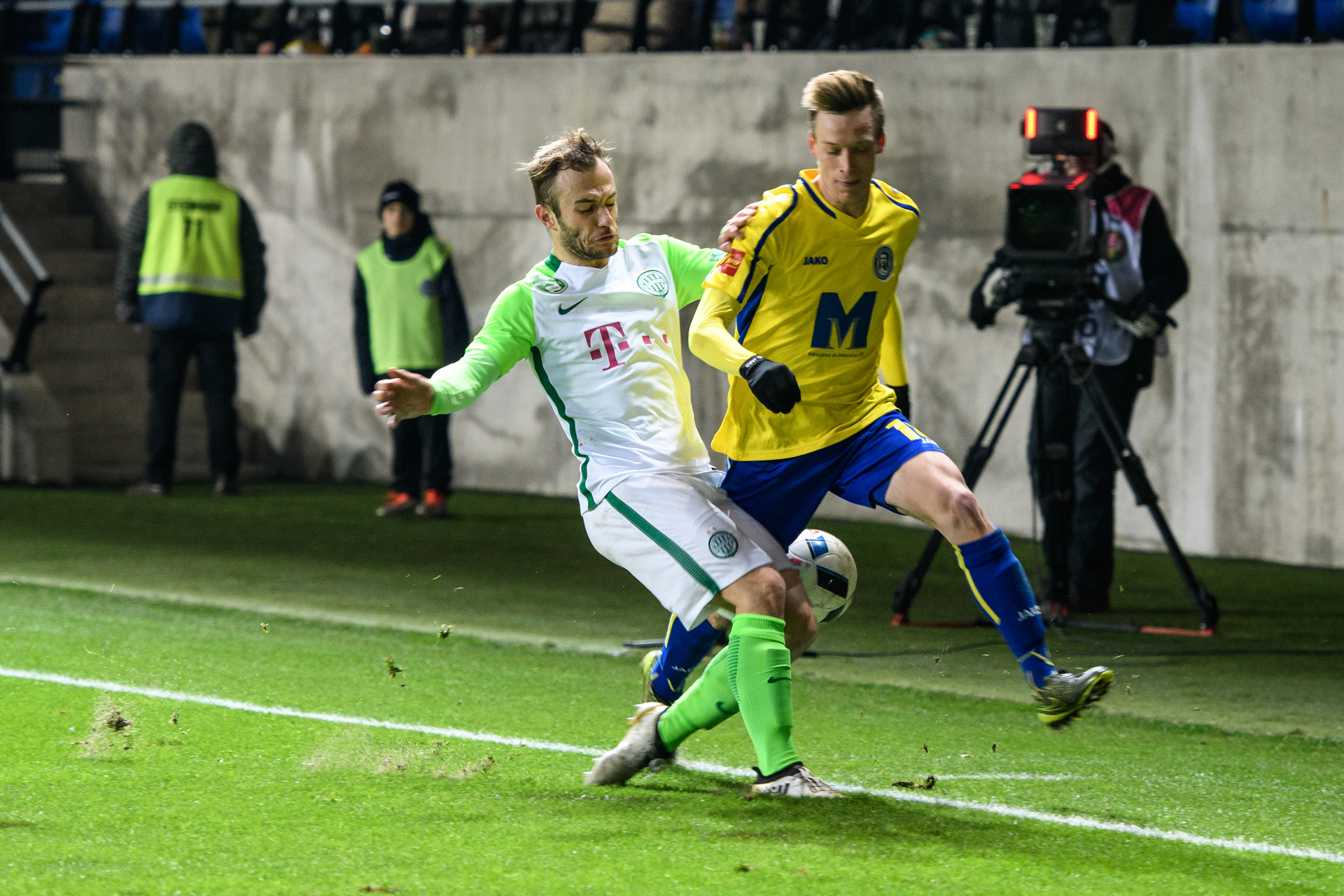
Lovrencsics szerelés a PAFC-FTC kupamérkőzésen 2016. november 30-án

 Első tétmeccse zöld-fehérben a Tirana elleni BL-selejtező volt, mely a nagy fogadkozások ellenére a Ferencváros korai kupabúcsújával végződött. A bajnoki rajton aztán, mely Lovrencsics bemutatkozó mérkőzése volt új csapatában az NB I-ben, a Ferencváros magabiztos 3–1-es győzelmet aratott a Haladás ellen.
Ennek ellenére a bajnokság kezdeti időszakában, kisebb sérülés miatt nem tudta bejátszani magát a kezdőcsapatba, sőt, az első hét fordulóból négyre még a mérkőzésre sem nevezte Thomas Doll vezetőedző. A nyolcadik fordulótól azonban egészen a bajnokság végéig mindössze egy meccset hagyott ki, de csak a 30. fordulóban, az MTK ellen idegenben 3–1-re megnyert mérkőzésen szerezte első bajnoki gólját zöld-fehér színekben. A Fradi végül a hatalmas csalódást keltő negyedik helyen zárta a bajnokságot. Lovrencsics első Üllői úti szezonjában 28 bajnokin egy gólt és három gólpasszt jegyzett.
Alapembernek számított a Magyar Kupa menetelés során is. Ebben a sorozatban egy meccset leszámítva az összes mérkőzésen szerephez jutott és kupagyőzelmet ünnepelhetett a Vasas ellen 11-esekkel megnyert döntőt követően. Öröme azonban nem volt teljes, a finálé rendes játékidejének végén ugyanis egy Murka Benedekkel történt szerencsétlen ütközést követően elájult és percekig eszméletlenül feküdt a gyepen.
| „                                    | Amikor láttam, hogy a csapattársai fogják a fejüket, és még a Vasas-játékosok is elsírják magukat, leblokkoltam. Hosszú percekig, amíg ápolták, el sem tudtam mozdulni a tévé elől. | ” |
| – Lovrencsics László fia balesetéről | |   |

Az orvosi ellátást követően kórházba szállították, ahol kiderült, hogy nincsen maradandó következménye a drámai balesetnek.

#### 2017–18-as szezon
A Magyar Kupában elszenvedett balesete miatt az új szezonra és a június végén kezdődő Európa Liga selejtezőkre történő felkészülési időszakot csak egy héttel később kezdhette meg. A szerencsés kimenetelű sérülés következményeként, biztonsági okok miatt a Jelgava elleni Európa-liga selejtező visszavágóig arcmaszkban léphetett csak pályára. A nemzetközi szereplés ebben a szezonban is hamar véget ért a zöld-fehérek számára, mert a lettek elleni kettős győzelmet követően a dán Midtjylland ellen már nem sikerült a továbbjutás. Lovrencsics mind a négy nemzetközi kupatalálkozót végigjátszotta. A kiesést követően remek őszi szezont produkált a Fradi és a második helyről várhatta a tavaszi folytatást. A szélső a 19 őszi bajnokiból 17 mérkőzésen játszott és bár a góllövésben nem jeleskedett, de egy gólja mellé kiosztott hét gólpassza nagyban hozzájárult a reményt keltő tavaszi folytatáshoz.
A Magyar Kupában címvédőként azonban már nem ment ennyire jól a zöld-fehéreknek. Nagyon hamar, már a főtábla második fordulójában, a Kisvárda elleni 1–0-ás vereséget követően elbúcsúztak a további küzdelmektől. Ráadásul ezen a meccsen Gergő ismét agyrázkódást szenvedett és le is kellett cserélni. A sérülés következményeként a Mezőkövesd elleni bajnokit ki kellett hagynia és fejvédőben kellett lejátszania az őszi szezon utolsó öt bajnokiját.
Az őszi, sérülésekkel tarkított időszak után az első tavaszi fordulóban csereként 8 percet töltött a pályán a Honvéd elleni mérkőzésen, amelyen a Fradi hazai pályán 5-2-es győzelmet aratott és átvette a vezetést a bajnokságban. Ez volt a két csapat egymás elleni 200. első osztályú bajnoki mérkőzése.
A Honvéd elleni meggyőző sikert egy Diósgyőr elleni idegenbeli 2–1-es vereség feledtette, melynek köszönhetően a zöld-fehérek visszacsúsztak a tabella második helyére. Ezt követően a Fradi 12 meccses veretlenségi szériát produkált, melyből azonban csak 5 végződött győzelemmel, így a csapatnak végül meg kellett elégednie a bajnoki ezüsttel. Lovrencsics az összecsapások túlnyomó többségében kezdőként kapott helyet és végigjátszotta a mérkőzéseket.
Második Üllői úti szezonjában 29 bajnoki, egy gól és kilenc gólpassz került a neve mellé, mellyel – a gólpasszok tekintetében – csapata legjobbja volt. A Ferencváros az idény végén bejelentette, hogy szerződést hosszabbított a válogatott védővel. A kontraktus hosszáról nem adtak tájékoztatást, de a mértékadó Transfermarkt oldal szerint a felek hároméves megállapodást írtak alá.

#### 2018–19-es szezon
A nemzetközi porondon továbbra sem sikerült az áttörés. Ezúttal a Maccabi múlta felül a zöld-fehéreket az Európa-liga selejtezőkörében. A hazai bajnokságban azonban repülőrajtot vett a Fradi és az idény első tíz meccsén veretlen maradt. Lovrencsics a szezon őszi felében egy meccs kivételével kezdőként jutott szóhoz és végig is játszotta ezeket a találkozókat, sőt a Fehérvár elleni 2–2-es döntetlent hozó rangadón bombagólt szerzett. Később ez a találat nyerte az NB I őszi szezonjának legszebb gólja címet az m4sport.hu olvasói szavazásán.
Az ősz fontos változása volt, hogy a korai Európa-liga búcsú, valamint az elmúlt években a nemzetközi színtéren mutatott gyenge teljesítmény miatt az 5. fordulót követően Thomas Dollal szerződést bontott a klub. A német szakembert a Dinamo Kijev legendája, az ukrán Szerhij Rebrov váltotta. A válogatott védőre az ukrán szakember is alapemberként számított sőt, a tavaszi szezon első mérkőzésén, a Honvéd ellen viselhette először a csapatkapitányi karszalagot, melyet a szezon túlnyomó többségében meg is tartott.
A Ferencváros az egész szezonban kiegyensúlyozott teljesítményt produkált, a harmadik fordulótól kezdve a bajnokság élére állt és ezt többet nem is engedte ki a kezéből. Lovrencsics ebben a szezonban 31 mérkőzésen lépett pályára és két gól, valamint hét gólpassz fűződött a nevéhez. A bajnokságban mutatott jó teljesítménye megkoronázásaként először lett magyar bajnok, emellett a Nemzeti Sport osztályzatai alapján a szezon legjobb jobb oldali védője lett, így bekerült az élvonal álomcsapatába is.

#### 2019–20-as szezon
A bajnoki címnek köszönhetően az új szezon a Ludogorets elleni Bajnokok Ligája selejtezőjével vette kezdetét. A válogatott szélső csapatkapitányként mindkét meccset végigjátszotta, sőt az első mérkőzésen gólpasszt is adott. A zöld-fehérek nagy meglepetésre kettős győzelemmel léptek tovább jóval esélyesebb ellenfelükön. A BL selejtező folytatásában a Valletta elleni sikeres második forduló után a Dinamo Zagreb már túl nagy falatnak bizonyult, az idegenbeli bravúr döntetlent (1–1) követően a Fradi sima 4–0-ás vereséget szenvedett és az Európa Liga selejtezőjének rájátszásában folytathatta tovább a küzdelmeket. A szélső mind a hat mérkőzést végigjátszotta.
A litván Sūduva elleni sorsdöntő találkozó előtt, a kupaterhelés miatt a bajnokság nyitó fordulójában Rebrov több kulcsjátékosát, így Lovrencsicset is pihentette. A csapat így is 1–0-ás győzelemmel kezdte meg az új szezont.

### Hajduk Split

#### 2021–22-es szezon
2021. július 5-én a horvát Hajduk Split hivatalosan is bejelentette, hogy szerződtette a szabadon igazolható középpályást. Július 17-én mutatkozott be a horvát bajnokságban, az első fordulóban kezdőként 82 percet játszott a Lokomotiva Zagreb elleni 2–2-es találkozón. Július 22-én gólpasszt adott az UEFA-konferencialiga selejtezőjének 2. fordulójában a kazah Tobol ellen 2–0-ra megnyert mérkőzésen. Alapembere lett a horvát csapatnak, augusztus végén azonban a Rijeka ellen hazai pályán 2–1-re elveszített bajnoki 12. percében részleges bokaszalag-szakadást szenvedett, így többhetes kihagyás várt rá.
Sérüléséből közel egyhónapos kihagyást követően tért vissza a 10. fordulóban, a Lokomotiv Zagreb elleni 1–0-ra megnyert mérkőzésen, ahol újra a kezdőcsapatban kapott helyet. A következő fordulóban, az NK Osijek elleni 1–1-es döntetlen alkalmával ő szerezte csapata gólját.

### NK Solin
2023. augusztusában a horvát másodosztályban szereplő NK Solin szerződtette, ahol játékosként is és a a klub utánpótlásában edzőként is számítanak rá.

### A válogatottban
Lengyelországban nyújtott teljesítményének elismeréséül Egervári Sándor szövetségi kapitány meghívta a magyar válogatott Kuvait elleni hazai barátságos mérkőzésre készülő keretébe, ahol végül egy félidőt játszott Kanta József cseréjeként. 2014. november 14-én gólpasszt adott Gera Zoltánnak a finnek elleni Eb selejtező mérkőzésen. Ugyancsak ebben a selejtezősorozatban szerezte első gólját 2015. október 11-én a görögök ellen, ennek ellenére a válogatott 4–3-as vereséget szenvedett a csoportban végül utolsó helyen záró hellénektől.
Részt vett a 2016-os Eb-n, ahol kisebb térdsérülés miatt csak a portugálok elleni csoportkörös és a belgák elleni nyolcaddöntős mérkőzéseken lépett pályára.
2021. június 1-jén Marco Rossi szövetségi kapitány nevezte őt a magyar válogatott Európa-bajnokságra készülő 26 fős keretébe. A kontinenstornán három mérkőzésen 98 percet töltött a pályán.
2021. október 21-én egy az MLSZ által közzétett videóban búcsúzott a válogatottságtól, melyben úgy fogalmazott, hogy 33 évesen már nem képes két fronton is maximumot nyújtani, ezért átadja helyét a fiataloknak.

## Magánélete
- Öccse, Balázs szintén labdarúgó, a Soroksár csatára.[114]
- Felesége, Katarzyna lengyel származású, akivel a poznańi légiósévek alatt ismerkedett meg.[115]
- Két fia van, Nathan 2017 májusában,[116] míg Tymon 2018. szeptember 12-én született.[117][118] A névadásban fontos szerepet játszott a gyermekek lengyel kötődésének hangsúlyozása.[119]

## Érdekességek
- Lovrencsics úgy lett A-válogatott játékos, hogy korábban sohasem szerepelt az U-válogatottak egyikében sem.[6][120]
- Poznańi légióskodásának kezdeti időszakában „Gulyás” becenéven hívták csapattársai.[121][122]
- Szenvedélyes horgász, amikor csak teheti, hódol hobbijának.[123][124][125]
- Két szezon erejéig öccse is csapattársa volt a Ferencvárosban.[126]

## Sikerei, díjai

### Klubcsapatokban
Pécsi MFC
- Magyar másodosztály győztes: 2010–11
- Magyar ligakupa döntős: 2008–09

 Lech Poznań
- Lengyel bajnok: 2014–15
- Lengyel kupa döntős: 2014–15
- Lengyel szuperkupa győztes: 2015

 Ferencváros
- Magyar bajnok (3): 2018–19,[127] 2019–20,[128] 2020–21[129]
- Magyar kupa győztes: 2016–17

 Hajduk Split
- Horvát kupa győztes: 2021–22, 2022–23
- Horvát bajnoki ezüstérmes: 2021–22, 2022–23

### A válogatottban
Magyarország
- Európa-bajnokság (2): nyolcaddöntő: 2016, csoportkör: 2021

## Statisztika

### Klubcsapatokban
megjegyzés
Utolsó elszámolt mérkőzés dátuma: 2022. július 30.
| Klub         | Szezon   | Liga        | Liga     | Liga | Liga     | Nemzeti kupa | Nemzeti kupa | Nemzeti kupa |
| Klub         | Szezon   | Bajnokság   | Mérkőzés | Gól  | Gólpassz | Mérkőzés     | Gól          | Gólpassz     |
| ------------ | -------- | ----------- | -------- | ---- | -------- | ------------ | ------------ | ------------ |
| Budafok      | 2006–07  | NB II       | 22       | 4    | —        | 1            | —            | —            |
| Budafok      | 2007–08  | NB III      | 15       | 10   | —        | —            | —            | —            |
| Budafok      | Összesen | Összesen    | 37       | 14   | —        | 1            | —            | —            |
| Pécsi MFC    | 2007–08  | NB II       | 13       | 3    | —        | —            | —            | —            |
| Pécsi MFC    | 2008–09  | NB II       | 23       | 10   | —        | 2            | 1            | —            |
| Pécsi MFC    | 2009–10  | NB II       | 24       | 13   | —        | 2            | 1            | —            |
| Pécsi MFC    | 2010–11  | NB II       | 23       | 9    | 10       | 3            | 5            | —            |
| Pécsi MFC    | Összesen | Összesen    | 83       | 35   | 10       | 7            | 7            | —            |
| Lombard Pápa | 2011–12  | NB I        | 30       | 7    | 4        | 2            | —            | 1            |
| Lombard Pápa | Összesen | Összesen    | 30       | 7    | 4        | 2            | —            | 1            |
| Lech Poznań  | 2012–13  | Ekstraklasa | 27       | 7    | 4        | 1            | —            | 1            |
| Lech Poznań  | 2013–14  | Ekstraklasa | 37       | 9    | 13       | 2            | —            | —            |
| Lech Poznań  | 2014–15  | Ekstraklasa | 25       | 3    | 6        | 2            | —            | —            |
| Lech Poznań  | 2015–16  | Ekstraklasa | 23       | 0    | 4        | 5            | —            | 1            |
| Lech Poznań  | Összesen | Összesen    | 112      | 19   | 27       | 10           | —            | 2            |
| Ferencváros  | 2016–17  | NB I        | 28       | 1    | 3        | 9            | —            | 2            |
| Ferencváros  | 2017–18  | NB I        | 29       | 1    | 9        | 1            | —            | —            |
| Ferencváros  | 2018–19  | NB I        | 31       | 2    | 7        | 3            | —            | 1            |
| Ferencváros  | 2019–20  | NB I        | 27       | 0    | 3        | 2            | —            | —            |
| Ferencváros  | 2020–21  | NB I        | 22       | 1    | 3        | 1            | —            | —            |
| Ferencváros  | Összesen | Összesen    | 137      | 5    | 25       | 16           | —            | 3            |
| Hajduk Split | 2021–22  | Prva HNL    | 30       | 1    | 3        | 2            | —            | 1            |
| Hajduk Split | 2022–23  | Prva HNL    | 5        | —    | 1        | —            | —            | —            |
| Hajduk Split | Összesen | Összesen    | 35       | 1    | 4        | 2            | —            | 1            |

### A válogatottban
| Magyarország | Magyarország | Magyarország |
| Év           | Mérk.        | Gólok        |
| ------------ | ------------ | ------------ |
| 2013         | 2            | 0            |
| 2014         | 6            | 0            |
| 2015         | 3            | 1            |
| 2016         | 4            | 0            |
| 2017         | 5            | 0            |
| 2018         | 8            | 0            |
| 2019         | 8            | 0            |
| 2020         | 1            | 0            |
| 2021         | 7            | 0            |
| Összesen     | 44           | 1            |

### Mérkőzései a válogatottban
| Magyarország | Magyarország         | Magyarország                          | Magyarország     | Magyarország | Magyarország   | Magyarország    | Magyarország | Magyarország |
| #            | Dátum                | Helyszín                              | Hazai            | Eredmény     | Vendég         | Kiírás          | Gólok        | Esemény      |
| ------------ | -------------------- | ------------------------------------- | ---------------- | ------------ | -------------- | --------------- | ------------ | ------------ |
| 1.           | 2013. június 6.      | Győr, ETO Park                        | Magyarország     | 1 – 0        | Kuvait         | barátságos      | -            | a szünetben  |
| 2.           | 2013. szeptember 6.  | Bukarest, Nemzeti Stadion             | Románia          | 3 – 0        | Magyarország   | vb-selejtező    | -            | 68'          |
| 3.           | 2014. március 5.     | Győr, ETO Park                        | Magyarország     | 1 – 2        | Finnország     | barátságos      | -            | 52'          |
| 4.           | 2014. június 4.      | Budapest, Puskás Ferenc Stadion       | Magyarország     | 1 – 0        | Albánia        | barátságos      | -            | 73'          |
| 5.           | 2014. szeptember 7.  | Budapest, Groupama Aréna              | Magyarország     | 1 – 2        | Észak-Írország | Eb-selejtező    | -            | 58'          |
| 6.           | 2014. október 11.    | Bukarest, Nemzeti Stadion             | Románia          | 1 – 1        | Magyarország   | Eb-selejtező    | -            | 63'          |
| 7.           | 2014. november 14.   | Budapest, Groupama Aréna              | Magyarország     | 1 – 0        | Finnország     | Eb-selejtező    | -            | 77'          |
| 8.           | 2014. november 18.   | Budapest, Groupama Aréna              | Magyarország     | 1 – 2        | Oroszország    | barátságos      | -            | a szünetben  |
| 9.           | 2015. október 11.    | Pireusz, Karaiszkákisz Stadion        | Görögország      | 4 – 3        | Magyarország   | Eb-selejtező    | 1            | 26' 62'      |
| 10.          | 2015. november 12.   | Oslo, Ullevaal Stadion                | Norvégia         | 0 – 1        | Magyarország   | Eb-selejtező    | -            | 76'          |
| 11.          | 2015. november 15.   | Budapest, Groupama Aréna              | Magyarország     | 2 – 1        | Norvégia       | Eb-selejtező    | -            |              |
| 12.          | 2016. június 4.      | Gelsenkirchen, Veltins-Arena          | Németország      | 2 – 0        | Magyarország   | barátságos      | -            |              |
| 13.          | 2016. június 22.     | Lyon, Stade des Lumières (FRA)        | Magyarország     | 3 – 3        | Portugália     | Eb-csoportkör   | -            | 83'          |
| 14.          | 2016. június 26.     | Toulouse, Stadium de Toulouse (FRA)   | Magyarország     | 0 – 4        | Belgium        | Eb-nyolcaddöntő | -            |              |
| 15.          | 2016. november 15.   | Budapest, Groupama Aréna              | Magyarország     | 0 – 2        | Svédország     | barátságos      | -            | 78'          |
| 16.          | 2017. március 25.    | Lisszabon, Estádio da Luz             | Portugália       | 3 – 0        | Magyarország   | vb-selejtező    | -            | a szünetben  |
| 17.          | 2017. augusztus 31.  | Budapest, Groupama Aréna              | Magyarország     | 3 – 1        | Lettország     | vb-selejtező    | -            | 86'          |
| 18.          | 2017. szeptember 3.  | Budapest, Groupama Aréna              | Magyarország     | 0 – 1        | Portugália     | vb-selejtező    | -            | 78'          |
| 19.          | 2017. október 7.     | Bázel, St. Jakob-Park                 | Svájc            | 5 – 2        | Magyarország   | vb-selejtező    | -            |              |
| 20.          | 2017. november 9.    | Luxembourg, Stade Josy Barthel        | Luxemburg        | 2 – 1        | Magyarország   | barátságos      | -            | 20′, 53′     |
| 21.          | 2018. március 23.    | Budapest, Groupama Aréna              | Magyarország     | 2 – 3        | Kazahsztán     | barátságos      | -            | a szünetben  |
| 22.          | 2018. március 27.    | Budapest, Groupama Aréna              | Magyarország     | 0 – 1        | Skócia         | barátságos      | -            |              |
| 23.          | 2018. június 6.      | Breszt, Regionaler Sportkomplex Brest | Fehéroroszország | 1 – 1        | Magyarország   | barátságos      | -            |              |
| 24.          | 2018. június 9.      | Budapest, Groupama Aréna              | Magyarország     | 1 – 2        | Ausztrália     | barátságos      | -            | 73'          |
| 25.          | 2018. szeptember 8.  | Tampere, Tampere Stadion              | Finnország       | 1 – 0        | Magyarország   | Nemzetek Ligája | -            | 63'          |
| 26.          | 2018. szeptember 11. | Budapest, Groupama Aréna              | Magyarország     | 2 – 1        | Görögország    | Nemzetek Ligája | -            | 62'          |
| 27.          | 2018. október 15.    | Tallinn, A. Le Coq Aréna              | Észtország       | 3 – 3        | Magyarország   | Nemzetek Ligája | -            | 80'          |
| 28.          | 2018. november 18.   | Budapest, Groupama Aréna              | Magyarország     | 2 – 0        | Finnország     | Nemzetek Ligája | -            |              |
| 29.          | 2019. március 21.    | Nagyszombat, Anton Malatinský Stadion | Szlovákia        | 2 – 0        | Magyarország   | Eb-selejtező    | -            |              |
| 30.          | 2019. március 24.    | Budapest, Groupama Aréna              | Magyarország     | 2 – 1        | Horvátország   | Eb-selejtező    | -            |              |
| 31.          | 2019. június 8.      | Baku, Olimpiai Stadion                | Azerbajdzsán     | 1 – 3        | Magyarország   | Eb-selejtező    | -            |              |
| 32.          | 2019. június 11.     | Budapest, Groupama Aréna              | Magyarország     | 1 – 0        | Wales          | Eb-selejtező    | -            |              |
| 33.          | 2019. szeptember 9.  | Budapest, Groupama Aréna              | Magyarország     | 1 – 2        | Szlovákia      | Eb-selejtező    | -            | 30'          |
| 34.          | 2019. október 10.    | Split, Poljud Stadion                 | Horvátország     | 3 – 0        | Magyarország   | Eb-selejtező    | -            | 82'          |
| 35.          | 2019. október 13.    | Budapest, Groupama Aréna              | Magyarország     | 1 – 0        | Azerbajdzsán   | Eb-selejtező    | -            | 25'          |
| 36.          | 2019. november 19.   | Cardiff, Cardiff City Stadion         | Wales            | 2 – 0        | Magyarország   | Eb-selejtező    | -            |              |
| 37.          | 2020. november 12.   | Budapest, Puskás Aréna                | Magyarország     | 2 – 1        | Izland         | Eb-selejtező    | -            | 61'          |
| 38.          | 2021. március 25.    | Budapest, Puskás Aréna                | Magyarország     | 3 – 3        | Lengyelország  | vb-selejtező    | -            | 66'          |
| 39.          | 2021. március 31.    | Andorra la Vella, Estadi Nacional     | Andorra          | 1 – 4        | Magyarország   | vb-selejtező    | -            | 83'          |
| 40.          | 2021. június 4.      | Budapest, Szusza Ferenc Stadion       | Magyarország     | 1 – 0        | Ciprus         | barátságos      | -            | 60'          |
| 41.          | 2021. június 8.      | Budapest, Szusza Ferenc Stadion       | Magyarország     | 0 – 0        | Írország       | barátságos      | -            | a szünetben  |
| 42.          | 2021. június 15.     | Budapest, Puskás Aréna                | Magyarország     | 0 – 3        | Portugália     | Eb-csoportkör   | -            |              |
| 43.          | 2021. június 19.     | Budapest, Puskás Aréna                | Magyarország     | 1 – 1        | Franciaország  | Eb-csoportkör   | -            | 84'          |
| 44.          | 2021. június 23.     | München, Allianz Arena                | Németország      | 2 – 2        | Magyarország   | Eb-csoportkör   | -            | 88'          |
|              | Összesen             |                                       |                  | 44           | mérkőzés       |                 | 1            | gól          |